# 湊裕美子
湊 裕美子（みなと ゆみこ、1949年4月21日 - ）は、日本の演出家。オフィス100%所属。吉本総合芸能学院（NSC）東京校・大阪校の総合ディレクター。

## 来歴
鳥取県生まれ。帝塚山学院大学卒業。卒業後はNHK大阪放送劇団附属研究所で活動。
1984年、オフィス100％に所属。
1989年、吉本新喜劇の演出家として活動。1500本以上の劇を演出。
2007年、神保町花月の芸術監督として就任。

## 演出
- SAMMA劇団（明石家さんま主催）（1986年）
- 心斎橋2丁目物語（ダウンタウン主演）（1986年）
- G.V. 吉本興業若手精鋭出演公演（1995年）
- 吉本百年物語 吉本興業創業100周年記念公演（2012年）

## 出演
テレビ
- 笑いのゴッドファーザー オレたちに頭を下げさせろ（日本テレビ、2015年）- コメンテーター

ラジオ
- 湊裕美子の今夜もよろしく（1987年 - 1989年、MBSラジオ）
- 気分はアクティブ!!（1989年 - 1990年、MBSラジオ）